# لیندویا دو سول
لیندویا دو سول (به پرتغالی: Lindóia do Sul) یک منطقهٔ مسکونی در برزیل است که در سانتا کاتارینا واقع شده‌است. لیندویا دو سول ۴٬۵۴۶ نفر جمعیت دارد.